# Reprezentacja Polski w Letnim Grand Prix w skokach narciarskich 2012

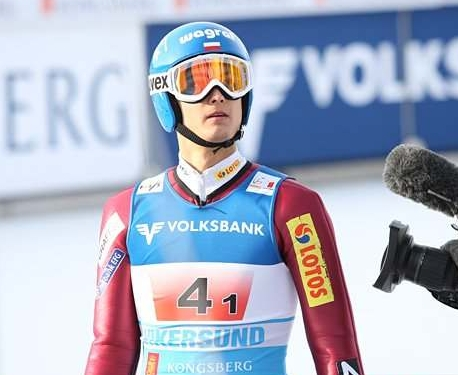
Maciej Kot, piąty w klasyfikacji generalnej. Zdjęcie z lutego 2012

Reprezentacja Polski w Letnim Grand Prix w skokach narciarskich 2012 – grupa skoczków narciarskich reprezentująca Polskę podczas 19. edycji Letniego Grand Prix w 2012 roku.
Reprezentacja Polski w Letnim Grand Prix w skokach narciarskich 2012 zdobyła łącznie 1172 pkt. Polska zajęła czwarte miejsce w klasyfikacji drużynowej, a punkty zdobyło ośmiu zawodników.
W jedynym męskim konkursie drużynowym Polacy zajęli drugie miejsce. Indywidualnie najlepszy rezultat uzyskał Maciej Kot, który był piąty w klasyfikacji generalnej odnosząc dwa zwycięstwa. Na ósmym miejscu sklasyfikowany został Dawid Kubacki, który raz stanął na trzecim stopniu podium.

## Tło

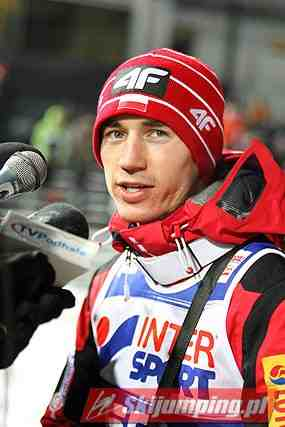
Kamil Stoch, drugi w poprzedniej edycji LGP

Poprzedni sezon Letniego Grand Prix był pierwszym turniejem bez udziału dotychczasowego lidera polskiej drużyny, Adama Małysza, który zakończył karierę. Polacy zajęli wówczas drugie miejsce w klasyfikacji drużynowej, a na drugiej pozycji w klasyfikacji generalnej uplasował się Kamil Stoch, który wygrał dwa konkursy. W czołowej dziesiątce znaleźli się także Piotr Żyła i Maciej Kot. Polacy radzili sobie dobrze także poprzedniego lata, kiedy drugi był Stoch, trzeci – Małysz, a piąty – Kubacki.
W Pucharze Świata 2011/2012, poprzedzającym tę edycję LGP Polska zajęła szóste miejsce w Pucharze Narodów, a najwyżej w klasyfikacji generalnej (na piątym miejscu) znalazł się Kamil Stoch, który siedmiokrotnie stanął na podium indywidualnych konkursów PŚ.
Przed sezonem wprowadzone zostały przez Międzynarodową Federację Narciarską nowe zasady. Wśród nich znalazły się nowe regulacje dotyczące kombinezonów – miały być one bardziej przylegające do ciała niż do tej pory. Zmiany te, spowodowały, że w dwóch otwierających Letni Puchar Kontynentalny konkursach w Kranju dokonano łącznie 29 dyskwalifikacji.

## Przebieg sezonu

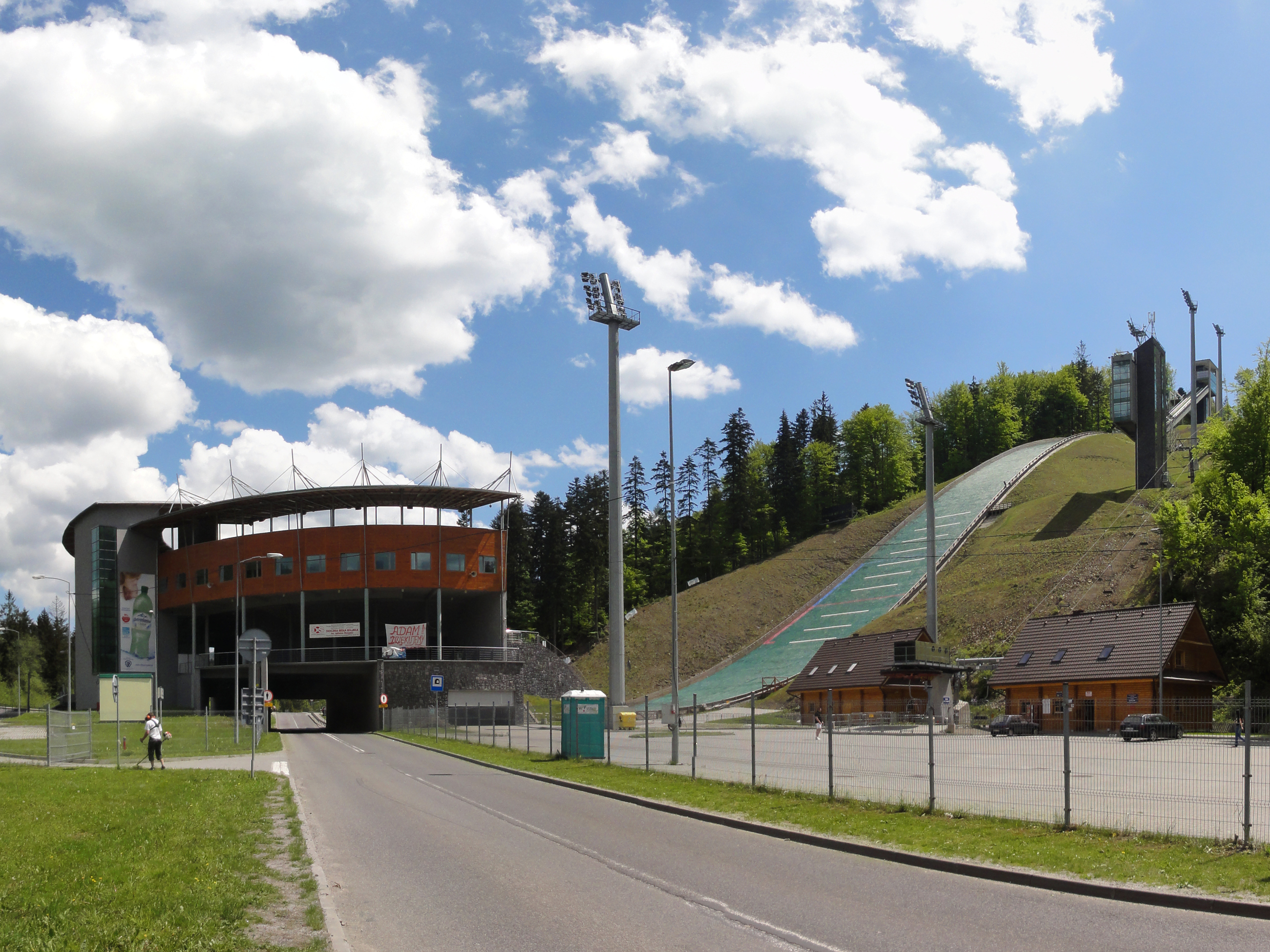
Skocznia im. Adama Małysza w Wiśle

Konkurs drużynowy i indywidualny w Wiśle
Sezon Letniego Grand Prix 2012 rozpoczęły zawody w Wiśle na skoczni im. Adama Małysza. W rozegranych 19 lipca kwalifikacjach do konkursu indywidualnego wystartowało dziesięciu Polaków (w tym sześciu z kwoty narodowej), zaś dwóch kolejnych – Kamil Stoch i Piotr Żyła było prekwalifikowanych ze względu na pozycję w klasyfikacji generalnej Pucharu Świata 2011/2012. Dawid Kubacki zwyciężył kwalifikacje skokiem na 122 m, łącznie w czterdziestce znalazło się oprócz niego siedmiu polskich zawodników – Bartłomiej Kłusek, Maciej Kot, Krzysztof Biegun, Marcin Bachleda, Krzysztof Miętus i Andrzej Zapotoczny, natomiast Klemens Murańka i Rafał Śliż nie uzyskali awansu. Następnego dnia Polacy wzięli udział w sesji treningowej z udziałem dzieci i spotkali się z kibicami.
20 lipca odbył się konkurs drużynowy na Malince – rozegrano tylko jedną serią ze względu na awarię oświetlenia. W pierwszej grupie Piotr Żyła skoczył na 120,5 m, a Polska plasowała się na piątej pozycji. Po każdym kolejnym skoku – Kamila Stocha (122,5 m), Dawida Kubackiego (123,5 m) i Macieja Kota (125 m) – reprezentacja awansowała o jedno miejsce i ostatecznie zajęła drugie miejsce, tracąc 1,2 pkt do Słowenii. Kot uzyskał najwyższą indywidualną notę w zawodach – 128,1 pkt.
Następnego dnia zawodnicy wystartowali w konkursie indywidualnym. Rozpoczęli go Polacy z kwoty narodowej – skaczący jako pierwszy Krzysztof Biegun osiągnął 120,5 m i pozostał liderem po skokach Zapotocznego i Bachledy – obydwaj zakończyli udział w konkursie w pierwszej serii (31. i 41. lokata). Biegun natomiast był siedemnasty po pierwszej kolejce. Wyższą notę osiągnął Bartłomiej Kłusek, który skoczył 121,5 m, co dało mu na koniec serii trzynastą lokatę. Próba Kubackiego została zmierzona na 120,5 m i był on 23. na koniec rundy. Później skoki oddali reprezentanci kraju sklasyfikowani w Pucharze Świata 2011/2012. Jako pierwszy wśród nich Krzysztof Miętus, którego skok na 108,5 m był najkrótszy w serii i zajął ostatnie miejsce w konkursie. Następnie Aleksander Zniszczoł, który uplasował się na 33. miejscu (117, 5 m) i Maciej Kot, który po skoku na 128 m objął prowadzenie w zawodach i nie oddał go do końca serii, którą zakończył z przewagą 7,2 pkt nad drugim Ammannem. Piotr Żyła zajął ostatnie premiowane awansem miejsce, skacząc 121,5 m, a Kamil Stoch plasował się na trzeciej lokacie, skacząc na tę samą odległość co Kot.
Drugą serię rozpoczął Żyła, który osiągnął 124 m i objął prowadzenie do czasu skoku Kubackiego na 120,5 m. Obydwaj poprawili swoje pozycje – Żyła ukończył konkurs na 16. miejscu, a Kubacki był piętnasty, awansując z 23. pozycji. Drugi skok Bieguna był krótszy niż pierwszy (117,5 m) i zawodnik ten spadł z siedemnastej na dwudziestą lokatę w finalnej tabeli. Kłusek osiągnął 122,5 m i utrzymał swoją trzynastą pozycję, Stoch zaś skoczył 124,5 m i spadł z trzeciego na siódme miejsce. Jako ostatni skakał lider po pierwszej serii, Maciej Kot. Skoczył na 123 m, czym zapewnił sobie pierwsze w karierze zwycięstwo w indywidualnym konkursie Letniej Grand Prix. Polska objęła też prowadzenie w klasyfikacji drużynowej. Zwycięzca przyznał, że odczuwał presję przed drugim skokiem, jednak zaowocowała współpraca z psychologiem kadry.

Nie miałem jakiegoś wielkiego wybuchu radości, co prawda to największy sukces w mojej dotychczasowej karierze, ale nie ma co robić z tego wielkiego halo. To dopiero początek lata, nie było wielu zawodników z czołówki. Zwycięstwo cieszy, daje pewność siebie i pokazuje, że to, co do tej pory robiliśmy jest dobre i musimy dalej realizować ten plan, bo przygotowujemy się przecież do zimy

Po zawodach trener Kruczek podkreślił, że duży postęp w ostatnim okresie przygotowań przed LGP wykonał Kamil Stoch, którego dyspozycja jeszcze kilka dni przed pierwszym oficjalnym treningiem była daleka od tej zaprezentowanej w konkursach. Również sam zawodnik przyznał, że trener obdarzył go dużym zaufaniem.
Konkurs indywidualny w Courchevel

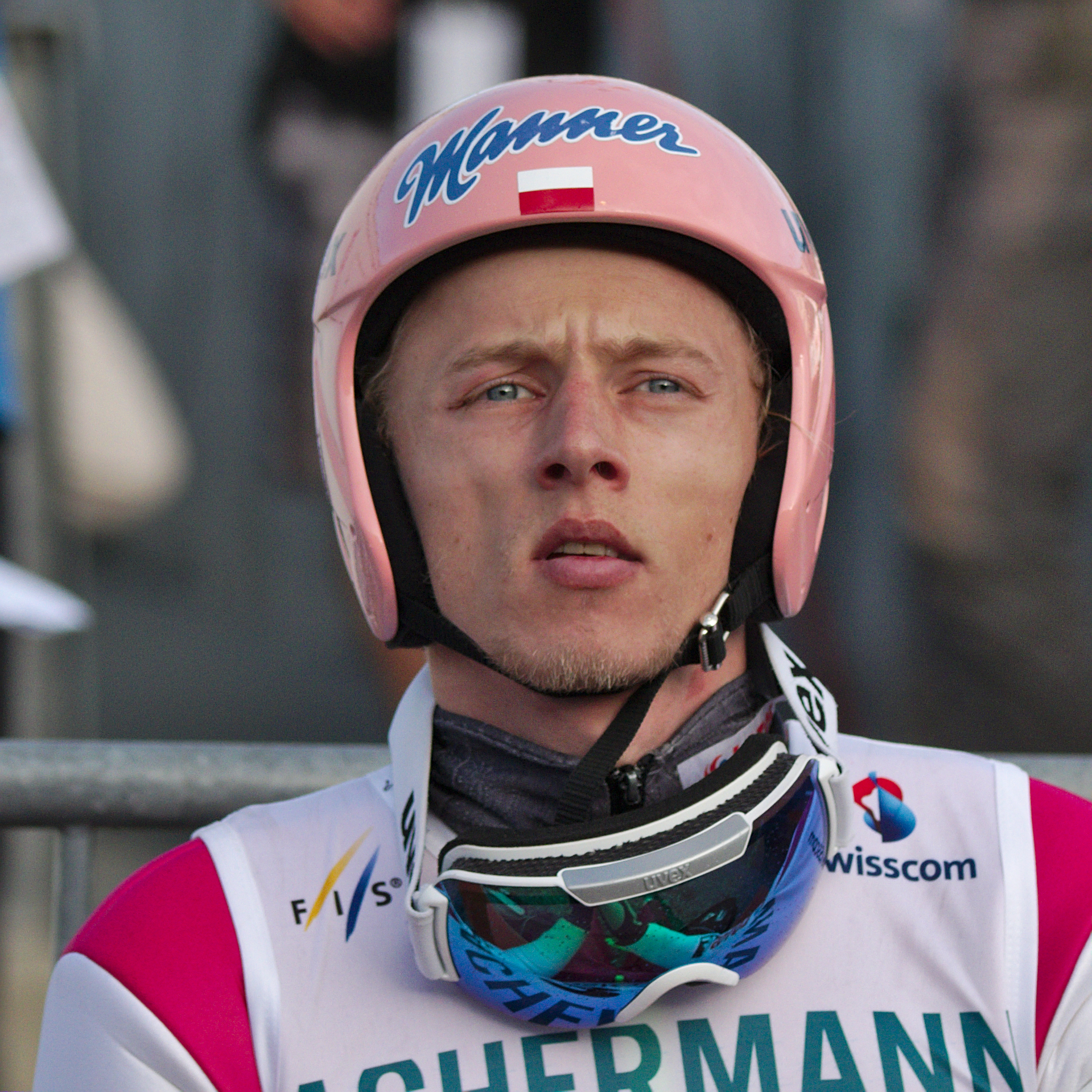
Dawid Kubacki, najwyżej sklasyfikowany w Courchevel. Zdjęcie z 2014

W kwalifikacjach do odbywającego się 15 sierpnia konkursu w Courchevel najwyżej z Polaków, na trzeciej pozycji, uplasował się Dawid Kubacki. Oprócz niego miejsca w premiowanej udziałem w konkursie „czterdziestce” zajęli też dwaj pozostali polscy zawodnicy zgłoszeni do kwalifikacji: Piotr Żyła i Krzysztof Miętus. Natomiast Maciej Kot i Bartłomiej Kłusek byli prekwalifikowani ze względu na pozycje w klasyfikacji generalnej. W zawodach nie wziął udziału Stoch.
Na pierwszej serii konkursu indywidualnego rywalizację zakończył Krzysztof Miętus, który uplasował się na 46. pozycji, po skoku na 110,5 m. Pozostali Polacy awansowali do drugiej serii – Kubacki (122,5 m) był klasyfikowany na czwartym miejscu ex aequo z Andreasem Wankiem, Kot (123,5 m) na szóstym, Kłusek (116 m) na szesnastym, a Żyła (115,5 m) na dwudziestym pierwszym.
W drugiej serii Żyła skoczył na 123,5 m i awansował o sześć miejsc w ostatecznej tabeli. Kłusek oddał próbę o długości 113,5 m i spadł na ostatnie w tej serii, trzydzieste miejsce. Maciej Kot po skoku na 122 m spadł w klasyfikacji o jedną lokatę, a Kubacki wyrównując swój rezultat z pierwszej części konkursu zakończył rywalizację na piątym miejscu. Trener Kruczek stwierdził, że zawodnicy utrzymali poziom prezentowany w Wiśle. Zapowiedział też pracę nad poprawą stylu skoków Kubackiego.
Kot utrzymał pozycję lidera w klasyfikacji generalnej i powiększył swoją przewagę nad drugim zawodnikiem do 27 punktów. Kubacki awansował na ósme miejsce. Natomiast spadek zanotowali: Stoch (na 15. lokatę), Żyła (na 17.), Kłusek (na 22.), Biegun (na 30.). W klasyfikacji drużynowej Polska, która nie brała udziału w drużynowym konkursie mieszanym we Francji, spadła z pierwszego na trzecie miejsce, za reprezentację Niemiec i Japonii.
Konkurs indywidualny w Hinterzarten
19 sierpnia w Hinterzarten Polska wystąpiła w takim samym składzie jak w Courchevel, wszystkich pięciu skoczków zakwalifikowało się do konkursu głównego. Kubacki oddał najlepiej oceniony skok w serii próbnej. Po pierwszej serii konkursowej najwyżej z polskich skoczków, na piątej pozycji, sklasyfikowany był Kubacki, po skoku na 98,5. Określił on swój skok jako „nie dopięty na progu” i mało swobodny. Siódme miejsce ex aequo z Yūtą Watase zajmował Żyła, z identyczną odległością jak Kubacki. Lider klasyfikacji generalnej, Maciej Kot, plasował się na jedenastej lokacie (91,5 m przy niekorzystnym wietrze), natomiast Krzysztof Miętus i Bartłomiej Kłusek znaleźli się w czwartej dziesiątce. Kot i Żyła utrzymali swoje pozycje w drugiej serii, skacząc kolejno na: 96 m i 103,5 m. Kubacki zaś spadł na szóstą lokatę, po skoku na odległość 103,5 m, tracąc do piątego Watase 0,4 pkt, zaś do zwycięzcy, Andreasa Wanka, 10,6 pkt.
Główną zmianą wśród Polaków w klasyfikacji generalnej była utrata pierwszej pozycji Kota, który spadł na trzecią lokatę, a wyprzedzili go Shimizu i Wank. Kubacki awansował z ósmego na siódme miejsce, Żyła z siedemnastego na dziesiąte. Spadki zanotowali: Stoch (z 15. na 20.), Kłusek (z 22. na 26.), oraz Biegun z (30. na 39.). W drużynowej klasyfikacji Polska spadła na czwarte miejsce (należy nadmienić, że ponownie nie wystartowała w konkursie drużyn mieszanych, który został rozegrany w niemieckiej miejscowości). Trener kadry, Łukasz Kruczek po konkursie stwierdził, że Miętus ma problemy ze zmianą techniki skoku, a po wyjściu z progu „wykonuje gwałtowne ruchy i traci wysokość”. Nazwał też skoki Kota „dobrymi”, a brak sukcesu uzasadnił złymi warunkami wietrznymi i likwidacją tzw. korytarza powietrznego. Po zawodach kadra skierowała się na treningi w Ramsau.
Konkursy indywidualne w Hakubie
W pierwszym konkursie w Hakubie, 25 sierpnia 2012 najwyżej sklasyfikowanym po pierwszej serii Polakiem był Kłusek (siódme miejsce, 120,5 m), trzynasty był Kubacki (120,5 m), a dwudziesty siódmy Krzysztof Miętus (115 m). W drugiej Kłusek skoczył na 121,5 m i spadł na czternastą lokatę, natomiast Kubacki oddał drugi pod względem długości skok konkursu (129,5 m) i finalnie uplasował się na piątej lokacie. Miętus po skoku na 122 m awansował o cztery lokaty. Punktów nie zdobyli: Biegun (38. miejsce) oraz Zniszczoł (43. miejsce).
W drugim konkursie, dzień później panowały zmienne warunki atmosferyczne. Pozycje Polaków po pierwszej serii wyglądały następująco: Kłusek – ósme (119,5 m), Kubacki – jedenaste (113 m), Zniszczoł – trzynaste (115 m), Miętus – trzydzieste piąte (102 m), Biegun – ostatnie, czterdzieste szóste (93,5 m). W drugiej serii Zniszczoł spadł o jedną lokatę po skoku na 126 m, Kłusek utrzymał swoją pozycję (skoczył 115,5 m), natomiast Kubacki, skacząc na 127 m zapewnił sobie pozycję dającą mu najniższe miejsce na podium, wyprzedził czwartego Zografskiego o 0,2 pkt. Polak podkreślił, że miejsce to nie satysfakcjonuje go ze względu na zepsuty z powodu stresu pierwszy skok i fakt, że sukces został osiągnięty przez złe warunki atmosferyczne podczas prób czołówki.
Po konkursach w Japonii, kończących pierwszy period sezonu, Kubacki awansował na czwarte miejsce w generalnej klasyfikacji, tracąc 6 punktów do trzeciego Shimizu i 203 do lidera, Wanka. Maciej Kot spadł na miejsce ósme ze stratą 249 punktów do lidera. Kłusek awansował na czternaste miejsce. Żyła zaś spadł na siedemnaste, Stoch na trzydzieste pierwsze, a Biegun na czterdzieste ósme. Pierwsze punkty zdobyli: Aleksander Zniszczoł i Krzysztof Miętus, którzy uplasowali się na pozycjach kolejno: czterdziestej i pięćdziesiątej drugiej. Polacy powrócili na prowizoryczne podium klasyfikacji drużynowej.
Konkursy indywidualne w Ałmaty
Na konkursy w Ałmaty na skoczni Gornyj Gigant wysłano tylko dwóch polskich skoczków. Po pierwszej serii pierwszy z nich, Bartłomiej Kłusek był sklasyfikowany na szesnastej pozycji, po skoku na 126,5 m, zaś Piotr Żyła na czwartej, skacząc na 130 m. W drugiej Kłusek oddał skok na 120 m, i spadł na osiemnastą lokatę, natomiast Żyła został zdyskwalifikowany za nieprawidłowy kombinezon. Później skoczek ten, umieścił na swoim oficjalnym profilu w serwisie Facebook, filmy, w którym pracował on przy maszynie do szycia. W drugim, jednoseryjnym konkursie Żyła zajął 20. miejsce po skoku na 123 m, a Kłusek był 38.
Po tych konkursach nieobecny Kubacki spadł z 4. na 7. miejsce w klasyfikacji generalnej, zaś Kot z 8. na 9. Spadli także pozostali reprezentanci Polski, a drużyna ponownie znalazła się na czwartym miejscu w klasyfikacji reprezentacji.
Konkurs indywidualny w Hinzenbach
Do odbywających się w dniach 29-30 września zawodów w Hinzenbach zgłoszonych zostało sześciu polskich skoczków, jednak Kłusek nie przeszedł pomyślnie przez kwalifikacje (zajął w nich 54. lokatę). W związku z tym, na liście startowej konkursu głównego znalazło się pięciu Polaków: Kubacki, Kot, Stoch, Żyła i Zniszczoł. Dwaj ostatni nie awansowali do drugiej serii, plasując się na, odpowiednio: 38. i 34. miejscu. Dawid Kubacki skoczył na 83,5 m, co dawało mu dwudziesty wynik po pierwszej serii, Kamil Stoch był piętnasty ze skokiem na 87 m, zaś Maciej Kot został liderem konkursu, po oddanej próbie na odległość 87,5 m przy słabym wietrze pod narty. Uzyskał on 117 pkt, co dało mu 2,6 pkt przewagi nad drugim Taku Takeuchim.
W drugiej serii konkursowej awansowali zarówno Kubacki (skok na 82,5 m), jak i Stoch (88 m), na pozycje: dziewiętnastą i dziewiątą. Natomiast Kot poprawił swoją odległość z pierwszej serii o metr, i odniósł zwycięstwo.
Kruczek stwierdził, że Żyła, Kłusek i Zniszczoł mieli w konkursie problemy z pozycją najazdową. Podkreślił też, że profil tego obiektu sprawia, że jest on trudny i dziewiąta pozycja Stocha jest satysfakcjonująca.

Dosyć długo nie mieliśmy kontaktu ze światową czołówką, czołówka startowała bez nas, słyszeliśmy tylko kto jak skacze i przyjechaliśmy tutaj na pewnego rodzaju sprawdzian, aby zobaczyć gdzie jesteśmy, czy odstajemy i w którą stronę pchnąć trening techniczny aby na zimę być dobrze przygotowanym.

W stosunku do stanu po zakończeniu rywalizacji w Ałmaty, dzięki zdobytym stu punktom Kot awansował z dziewiątego na szóste miejsce w klasyfikacji generalnej, i z dorobkiem 260 punktów przed ostatnim konkursem tracił do lidera Wanka 173, a do trzeciego Ammanna 45 punktów. Kamil Stoch awansował z 41. na 30. miejsce.
Natomiast wszyscy pozostali Polacy sklasyfikowani w tabeli spadli na niższe miejsca: Kubacki z 7. na 8., Kłusek z 19. na 20., Żyła z 21. na 24. (ex aequo z Freundem), Zniszczoł z 50. na 55. (ex aequo z Judezem), Biegun z 56. na 63., a K. Miętus z 60. na 67 (ex aequo z Johnsonem).
Konkurs indywidualny w Klingenthal
Do konkursu w Klingenthal nie zakwalifikował się Zniszczoł, który zajął 41. miejsce w kwalifikacjach (zabrakło mu 0,4 pkt do wzięcia udziału w konkursie). Tymczasem Kamil Stoch uplasował się w nich na trzeciej pozycji. Po pierwszej serii konkursowej na czwartym miejscu plasował się Kot, po skoku na 133 m, tracąc 3 pkt do trzeciego Shimizu. Na siedemnastej pozycji plasował się Stoch (129,5 m), zaś na osiemnastej Żyła (131 m). 31. miejsce zajmował Kłusek (127 m), a 37. – Kubacki (122,5 m). W drugiej serii Kot skoczył na 130 m, i utrzymał swoją pozycję. Na 11. miejsce awansował Stoch, skacząc na odległość 133 m, zaś Żyła spadł na miejsce 27., po skoku na 124,5 m.

## Statystyki

### Miejsca w klasyfikacji generalnej
Źródło: skokinarciarskie.pl
| Miejsce | Zawodnik             | Występy | Punkty |
| ------- | -------------------- | ------- | ------ |
| 5.      | Maciej Kot           | 5       | 310    |
| 8.      | Dawid Kubacki        | 7       | 218    |
| 25.     | Kamil Stoch          | 3       | 89     |
| 26.     | Bartłomiej Kłusek    | 8       | 84     |
| 26.     | Piotr Żyła           | 7       | 84     |
| 58.     | Aleksander Zniszczoł | 4       | 18     |
| 67.     | Krzysztof Biegun     | 3       | 11     |
| 72.     | Krzysztof Miętus     | 5       | 8      |

### Miejsca na podium w konkursach
| Lp | Dzień       | Rok  | Miejscowość | Skocznia          | Punkt K | HS     | Zawodnik      | Skok 1 | Skok 2 | Nota      | Miejsce | Strata | Zwycięzca    |
| -- | ----------- | ---- | ----------- | ----------------- | ------- | ------ | ------------- | ------ | ------ | --------- | ------- | ------ | ------------ |
| 1. | 21 lipca    | 2012 | Wisła       | im. Adama Małysza | K-120   | HS-134 | Maciej Kot    | 128 m  | 123 m  | 252,2 pkt | 1.      | –      | –            |
| 2. | 26 sierpnia | 2012 | Hakuba      | Olimpijska        | K-120   | HS-131 | Dawid Kubacki | 113 m  | 127 m  | 229,4 pkt | 3.      | 15,8   | Andreas Wank |
| 3. | 30 września | 2012 | Hinzenbach  | Aigner-Schanze    | K-85    | HS-94  | Maciej Kot    | 87,5 m | 88,5 m | 230,1 pkt | 1.      | –      | –            |

#### Występy w konkursach drużynowych LGP
| Miejsce | Dzień    | Rok  | Miejscowość | Skocznia          | Punkt K | HS     | Skład                                           | Najdłuższy skok | Nota      | Strata  | Zwycięzca |
| ------- | -------- | ---- | ----------- | ----------------- | ------- | ------ | ----------------------------------------------- | --------------- | --------- | ------- | --------- |
| 2.      | 20 lipca | 2012 | Wisła       | im. Adama Małysza | K-120   | HS-134 | Piotr Żyła Kamil Stoch Dawid Kubacki Maciej Kot | 125 m (M. Kot)  | 477,9 pkt | 1,2 pkt | Słowenia  |

### Wyniki konkursów indywidualnych
| Maciej Kot                                                                                   |            |              |        |        |        |        |            |             |        |
| Wisła                                                                                        | Courchevel | Hinterzarten | Hakuba | Hakuba | Ałmaty | Ałmaty | Hinzenbach | Klingenthal | punkty |
| 1                                                                                            | 7          | 11           | –      | –      | –      | –      | 1          | 4           | 310    |
| Dawid Kubacki                                                                                |            |              |        |        |        |        |            |             |        |
| Wisła                                                                                        | Courchevel | Hinterzarten | Hakuba | Hakuba | Ałmaty | Ałmaty | Hinzenbach | Klingenthal | punkty |
| 15                                                                                           | 5          | 6            | 5      | 3      | –      | –      | 19         | 37          | 218    |
| Kamil Stoch                                                                                  |            |              |        |        |        |        |            |             |        |
| Wisła                                                                                        | Courchevel | Hinterzarten | Hakuba | Hakuba | Ałmaty | Ałmaty | Hinzenbach | Klingenthal | punkty |
| 7                                                                                            | –          | –            | –      | –      | –      | –      | 9          | 11          | 89     |
| Bartłomiej Kłusek                                                                            |            |              |        |        |        |        |            |             |        |
| Wisła                                                                                        | Courchevel | Hinterzarten | Hakuba | Hakuba | Ałmaty | Ałmaty | Hinzenbach | Klingenthal | punkty |
| 13                                                                                           | 30         | 36           | 14     | 8      | 18     | 38     | q          | 31          | 84     |
| Piotr Żyła                                                                                   |            |              |        |        |        |        |            |             |        |
| Wisła                                                                                        | Courchevel | Hinterzarten | Hakuba | Hakuba | Ałmaty | Ałmaty | Hinzenbach | Klingenthal | punkty |
| 16                                                                                           | 15         | 7            | –      | –      | 29     | 20     | 38         | 27          | 84     |
| Aleksander Zniszczoł                                                                         |            |              |        |        |        |        |            |             |        |
| Wisła                                                                                        | Courchevel | Hinterzarten | Hakuba | Hakuba | Ałmaty | Ałmaty | Hinzenbach | Klingenthal | punkty |
| 33                                                                                           | –          | –            | 43     | 14     | –      | –      | 34         | q           | 18     |
| Krzysztof Biegun                                                                             |            |              |        |        |        |        |            |             |        |
| Wisła                                                                                        | Courchevel | Hinterzarten | Hakuba | Hakuba | Ałmaty | Ałmaty | Hinzenbach | Klingenthal | punkty |
| 20                                                                                           | –          | –            | 38     | 46     | –      | –      | –          | –           | 11     |
| Krzysztof Miętus                                                                             |            |              |        |        |        |        |            |             |        |
| Wisła                                                                                        | Courchevel | Hinterzarten | Hakuba | Hakuba | Ałmaty | Ałmaty | Hinzenbach | Klingenthal | punkty |
| 50                                                                                           | 46         | 35           | 23     | 35     | –      | –      | –          | –           | 8      |
| Andrzej Zapotoczny                                                                           |            |              |        |        |        |        |            |             |        |
| Wisła                                                                                        | Courchevel | Hinterzarten | Hakuba | Hakuba | Ałmaty | Ałmaty | Hinzenbach | Klingenthal | punkty |
| 31                                                                                           | –          | –            | –      | –      | –      | –      | –          | –           | 0      |
| Marcin Bachleda                                                                              |            |              |        |        |        |        |            |             |        |
| Wisła                                                                                        | Courchevel | Hinterzarten | Hakuba | Hakuba | Ałmaty | Ałmaty | Hinzenbach | Klingenthal | punkty |
| 41                                                                                           | –          | –            | –      | –      | –      | –      | –          | –           | 0      |
| Klemens Murańka                                                                              |            |              |        |        |        |        |            |             |        |
| Wisła                                                                                        | Courchevel | Hinterzarten | Hakuba | Hakuba | Ałmaty | Ałmaty | Hinzenbach | Klingenthal | punkty |
| q                                                                                            | –          | –            | –      | –      | –      | –      | –          | –           | 0      |
| Rafał Śliż                                                                                   |            |              |        |        |        |        |            |             |        |
| Wisła                                                                                        | Courchevel | Hinterzarten | Hakuba | Hakuba | Ałmaty | Ałmaty | Hinzenbach | Klingenthal | punkty |
| q                                                                                            | –          | –            | –      | –      | –      | –      | –          | –           | 0      |
| Legenda                                                                                      |            |              |        |        |        |        |            |             |        |
| 1 2 3 4-10 11-30 poniżej 30 q – zawodnik nie zakwalifikował się - – zawodnik nie wystartował |            |              |        |        |        |        |            |             |        |